# Kvarnsjön (Kils socken, Närke)
Kvarnsjön är en sjö i Örebro kommun i Närke och ingår i Norrströms huvudavrinningsområde.